# Copelatus weymarni
Copelatus weymarni är en skalbaggsart som beskrevs av J. Balfour-browne 1947. Copelatus weymarni ingår i släktet Copelatus och familjen dykare. Inga underarter finns listade i Catalogue of Life.